# Idrettslaget Hødd 2012
Questa voce raccoglie le informazioni riguardanti l'Idrettslaget Hødd nelle competizioni ufficiali della stagione 2012.

## Stagione
Lo Hødd chiuse la stagione al 12º posto finale, rischiando la retrocessione fino all'ultima giornata. Arrivò fino alla finale della Coppa di Norvegia 2012, dove si trovò ad affrontare il Tromsø. Nel corso della sfida, dopo alcune difficoltà iniziali, riuscì a trovare la rete del vantaggio con Kjell Rune Sellin. Il portiere Ørjan Nyland, autore di un'ottima prestazione, riuscì a mantenere in vantaggio la sua squadra, negando il gol ad Ole Martin Årst prima e Zdeněk Ondrášek poi. Ad una manciata di minuti dal fischio finale, però, Saliou Ciss trovò la rete del pareggio. Anche durante i tempi supplementari, l'incontro rimase sul punteggio di 1-1. Furono così necessari i calci di rigore per decretare il vincitore: Andreas Rekdal segnò quello decisivo, approfittando dell'errore di Ciss, consegnando la coppa al suo Hødd, che si aggiudicò il trofeo per la prima volta nella sua storia. Akeem Latifu e Sivert Heltne Nilsen furono i giocatori maggiormente utilizzati in stagione, con 36 presenze (29 in campionato e 7 nella coppa nazionale), mentre Pål André Helland fu il miglior marcatore, con le sue 16 reti (10 in campionato e 6 nella coppa).

## Maglie e sponsor
Lo sponsor tecnico per la stagione 2012 fu Umbro, mentre lo sponsor ufficiale fu Sparebanken Møre. La divisa casalinga era composta da una maglietta blu con inserti bianchi, pantaloncini bianchi e calzettoni blu. Quella da trasferta era invece totalmente bianca, con inserti blu.
| Casa | Trasferta |

## Rosa
| N. |                     | Ruolo | Calciatore            |
| -- | ------------------- | ----- | --------------------- |
| 1  | Norvegia (bandiera) | P     | Ørjan Nyland          |
| 2  | Norvegia (bandiera) | D     | Steffen Moltu         |
| 3  | Norvegia (bandiera) | D     | Victor Grodås         |
| 5  | Norvegia (bandiera) | D     | Fredrik Klock         |
| 6  | Norvegia (bandiera) | D     | Thomas Kleppe         |
| 7  | Norvegia (bandiera) | C     | Erik Sandal           |
| 8  | Norvegia (bandiera) | A     | Pål André Helland     |
| 9  | Norvegia (bandiera) | C     | Espen Standal         |
| 10 | Norvegia (bandiera) | A     | Michael Karlsen       |
| 11 | Nigeria (bandiera)  | A     | Kazeem Ahmed          |
| 13 | Norvegia (bandiera) | D     | Ruben-Kenneth Brandal |
| 14 | Nigeria (bandiera)  | A     | Elias Lala            |
| 15 | Norvegia (bandiera) | C     | Bendik Torset         |
| 16 | Norvegia (bandiera) | C     | Sivert Heltne Nilsen  |
| 17 | Norvegia (bandiera) | D     | Ørjan Grimstad        |

| N. |                     | Ruolo | Calciatore         |
| -- | ------------------- | ----- | ------------------ |
| 18 | Norvegia (bandiera) | C     | Andreas Rekdal     |
| 18 | Norvegia (bandiera) | C     | Martin Haanes      |
| 19 | Norvegia (bandiera) | A     | Vegard Heltne      |
| 20 | Norvegia (bandiera) | A     | Christian Mork     |
| 21 | Norvegia (bandiera) | C     | Eirik Heltne       |
| 22 | Norvegia (bandiera) | C     | Fredrik Aursnes    |
| 23 | Norvegia (bandiera) | A     | Kjell Rune Sellin  |
| 24 | Nigeria (bandiera)  | D     | Akeem Latifu       |
| 26 | Norvegia (bandiera) | P     | Ole-Monrad Alme    |
| 26 | Norvegia (bandiera) | P     | Jan-Lennart Urke   |
| 27 | Norvegia (bandiera) | D     | Pål Skeide         |
| 28 | Norvegia (bandiera) | D     | Ole André Ringstad |
| 29 | Norvegia (bandiera) | C     | Henrik Grimstad    |
| 30 | Norvegia (bandiera) | A     | Robin Hjelmeseth   |

## Calciomercato

### Sessione invernale(dal 01/01 al 31/03)
| Acquisti | Acquisti          | Acquisti    | Acquisti |
| R.       | Nome              | da          | Modalità |
| -------- | ----------------- | ----------- | -------- |
| A        | Kazeem Ahmed      | svincolato  |          |
| A        | Pål André Helland | svincolato  |          |
| A        | Elias Lala        | Enyimba Aba | prestito |

| Cessioni | Cessioni           | Cessioni     | Cessioni   |
| R.       | Nome               | a            | Modalità   |
| -------- | ------------------ | ------------ | ---------- |
| P        | Henrik Hansen      | Herd         | definitivo |
| C        | Pape Formose Mendy |              | svincolato |
| C        | Dag Roar Ørsal     |              | ritiro     |
| C        | Emil Viddal        |              | ritiro     |
| A        | Faysal Ahmed       |              | svincolato |
| A        | Adama Diomande     | Strømsgodset | definitivo |

### Sessione estiva(dal 01/08 al 31/08)
| Acquisti | Acquisti          | Acquisti        | Acquisti   |
| R.       | Nome              | da              | Modalità   |
| -------- | ----------------- | --------------- | ---------- |
| C        | Andreas Rekdal    | Larsnes/Gursken | definitivo |
| A        | Kjell Rune Sellin | Aalesund        | prestito   |

| Cessioni | Cessioni        | Cessioni | Cessioni   |
| R.       | Nome            | a        | Modalità   |
| -------- | --------------- | -------- | ---------- |
| C        | Martin Haanes   |          | svincolato |
| A        | Michael Karlsen | Ranheim  | definitivo |

## Risultati

### 1. divisjon

#### Girone di andata
| Arbitro: | Hansen |

|  |           |                            |
|  | Marcatori | 20’ Johannesen 45’ Førsund |

| Arbitro: | Gjermshus |

|                        |           |                     |
| Nkee 4’, 13’ Rasch 37’ | Marcatori | 53’ Sandal 63’ Lala |

| Arbitro: | Tennøy |

|                     |           |               |
| Sandal 23’ Lala 34’ | Marcatori | 9’ V. Braaten |

| Arbitro: | Kjensli (Oslo) |

|                                                            |           |  |
| Reginiussen 5’ Nikolaisen 8’, 47’ Thomassen 20’ Dujilo 22’ | Marcatori |  |

| Arbitro: | Borgersen (Oslo) |

|                                 |           |  |
| Heltne Nilsen 17’ V. Heltne 25’ | Marcatori |  |

| Arbitro: | Tennøy |

|                             |           |                   |
| Idris 43’ Olsen Solberg 55’ | Marcatori | 69’ Heltne Nilsen |

| Arbitro: | Hansen |

|             |           |                                           |
| Standal 58’ | Marcatori | 20’ Holmen 50’ (rig.) Hansen 53’ Soltvedt |

| Arbitro: | Toppe |

|  |           |           |
|  | Marcatori | 26’ Helle |

| Arbitro: | Borgersen (Oslo) |

|                                           |           |                         |
| Kjæve 5’ Johansen 32’ (rig.) Yndestad 64’ | Marcatori | 28’ Helland 44’ Standal |

| Arbitro: | Hansen |

|                                       |           |  |
| Standal 5’, 23’ Helland 40’, 45’, 59’ | Marcatori |  |

| Arbitro: | Lundby |

|         |           |             |
| Bye 17’ | Marcatori | 42’ Standal |

| Ulsteinvik 8 luglio 2012, ore 18:00 12ª giornata | Hødd  | 0 – 0 referto | Start | Høddvoll Stadion (1.129 spett.)\| Arbitro: \| Rafiq \| |
| Arbitro:                                         | Rafiq |               |       |                                                        |

| Arbitro: | Tennøy |

|                        |           |                             |
| Granerud 13’ Velta 25’ | Marcatori | 15’ Karlsen 39’ (aut.) Lien |

| Arbitro: | Staberg (Harstad) |

|                      |           |                 |
| Klock 69’ Sandal 84’ | Marcatori | 62’ Elyounoussi |

| Arbitro: | Moen |

|              |           |  |
| Amankwah 18’ | Marcatori |  |

#### Girone di ritorno
| Arbitro: | Eskås |

|             |           |               |
| Helland 32’ | Marcatori | 84’ Törnqvist |

| Arbitro: | Borgersen (Oslo) |

|                    |           |               |
| Myklebust 53’, 87’ | Marcatori | 19’ V. Heltne |

| Arbitro: | Gjermshus |

|                        |           |            |
| Grodås 23’ Standal 88’ | Marcatori | 31’ Holmen |

| Arbitro: | Toppe |

|            |           |                       |
| Larsen 78’ | Marcatori | 66’ Sellin 73’ Rekdal |

| Arbitro: | Ahlsen |

|            |           |                              |
| Sellin 47’ | Marcatori | 21’ Åsen 81’ Moe 90’ Stilson |

| Arbitro: | Hansen |

|                 |           |                          |
| Giæver 13’, 61’ | Marcatori | 57’ V. Heltne 63’ Sandal |

| Arbitro: | Lundby |

|                                      |           |                   |
| Helland 3’, 9’ Sellin 46’ Latifu 53’ | Marcatori | 57’ (rig.) Sistek |

| Kristiansand 23 settembre 2012, ore 18:00 23ª giornata              | Start     | 2 – 1 referto | Hødd | Sør Arena (3.479 spett.) |
| \| \| \| \| \| Asante 3’ Andersen 86’ \| Marcatori \| 72’ Sandal \| |           |               |      |                          |
|                                                                     |           |               |      |                          |
| Asante 3’ Andersen 86’                                              | Marcatori | 72’ Sandal    |      |                          |

| Arbitro: | Eskås |

|                                                     |           |                               |
| Helland 34’ (rig.) Rekdal 43’ Moltu 49’ Standal 87’ | Marcatori | 28’, 67’ Yndestad 47’ Talberg |

| Arbitro: | Hansen |

|                    |           |  |
| Gundersen 24’, 59’ | Marcatori |  |

| Arbitro: | Nilsen |

|              |           |  |
| Jakobsen 30’ | Marcatori |  |

| Arbitro: | Toppe |

|                                           |           |  |
| Kleppe 12’ (rig.), 89’ (rig.) Helland 67’ | Marcatori |  |

| Arbitro: | Gjermshus |

|                                                |           |             |
| Kind Mikalsen 2’ T. Jørstad 66’ Dos Santos 90’ | Marcatori | 53’ Helland |

| Arbitro: | Tennøy |

|               |           |  |
| V. Heltne 53’ | Marcatori |  |

| Arbitro: | Steen |

|                                           |           |  |
| Johansen 61’ Dantas 66’, 81’ Berglann 90’ | Marcatori |  |

### Coppa di Norvegia
| Måløy 1º maggio 2012, ore 18:00 Primo turno                          | Tornado Måløy | 0 – 3 referto                      | Hødd | Måløy Stadion (550 spett.) |
| \| \| \| \| \| \| Marcatori \| 4’ Klock 13’ E. Heltne 30’ Karlsen \| |               |                                    |      |                            |
|                                                                      |               |                                    |      |                            |
|                                                                      | Marcatori     | 4’ Klock 13’ E. Heltne 30’ Karlsen |      |                            |

| Arbitro: | Arnholt |

|  |           |             |
|  | Marcatori | 56’ Karlsen |

| Arbitro: | Staberg (Harstad) |

|                          |           |            |
| Standal 66’ Helland 117’ | Marcatori | 38’ Giæver |

| Arbitro: | Staberg (Harstad) |

|                                                                    |           |  |
| V. Heltne 4’ Sandal 20’, 37’ Helland 53’, 61’ Standal 56’ Mork 63’ | Marcatori |  |

| Arbitro: | Johnsen (Tønsberg) |

|                                                      |                      |                                                    |
| Đurđić 45’ (rig.), 62’                               | Marcatori            | 32’, 49’ Helland                                   |
| Kristiansen Haukås Søderlund Đurđić Storbæk Bjørnbak | Tiri di rigore 4 – 5 | Latifu Heltne Nilsen Helland Sandal Karlsen Nyland |

| Arbitro: | Edvartsen (Hamar) |

|                                    |           |              |
| Aursnes 40’ Helland 66’ Sellin 81’ | Marcatori | 17’ Korcsmár |

| Arbitro: | Sælen (Bergen) |

|                                            |                      |                          |
| Sellin 62’                                 | Marcatori            | 87’ Ciss                 |
| Latifu Heltne Nilsen Helland Sandal Rekdal | Tiri di rigore 4 – 2 | Årst Drage Johansen Ciss |

## Statistiche

### Statistiche di squadra
| Competizione      | Punti | In casa | In casa | In casa | In casa | In casa | In casa | In trasferta | In trasferta | In trasferta | In trasferta | In trasferta | In trasferta | Totale | Totale | Totale | Totale | Totale | Totale | DR  |
| Competizione      | Punti | G       | V       | N       | P       | Gf      | Gs      | G            | V            | N            | P            | Gf           | Gs           | G      | V      | N      | P      | Gf     | Gs     | DR  |
| ----------------- | ----- | ------- | ------- | ------- | ------- | ------- | ------- | ------------ | ------------ | ------------ | ------------ | ------------ | ------------ | ------ | ------ | ------ | ------ | ------ | ------ | --- |
| 1. divisjon       | 35    | 15      | 9       | 2       | 4       | 28      | 17      | 15           | 1            | 3            | 11           | 15           | 35           | 30     | 10     | 5      | 15     | 43     | 52     | -9  |
| Coppa di Norvegia | -     | 4       | 3       | 1       | 0       | 13      | 3       | 3            | 2            | 1            | 0            | 6            | 2            | 7      | 5      | 2      | 0      | 19     | 5      | +14 |
| Totale            | -     | 19      | 12      | 3       | 4       | 41      | 20      | 18           | 3            | 4            | 11           | 21           | 37           | 37     | 15     | 7      | 15     | 62     | 57     | +5  |

### Statistiche dei giocatori
| Giocatore     | 1. divisjon | 1. divisjon | 1. divisjon | 1. divisjon | Coppa di Norvegia | Coppa di Norvegia | Coppa di Norvegia | Coppa di Norvegia | Totale   | Totale | Totale      | Totale     |
| Giocatore     | Presenze    | Reti        | Ammonizioni | Espulsioni  | Presenze          | Reti              | Ammonizioni       | Espulsioni        | Presenze | Reti   | Ammonizioni | Espulsioni |
| ------------- | ----------- | ----------- | ----------- | ----------- | ----------------- | ----------------- | ----------------- | ----------------- | -------- | ------ | ----------- | ---------- |
| K. Ahmed      | 7           | 0           | 1           | 0           | 1                 | 0                 | 0                 | 0                 | 8        | 0      | 1           | 0          |
| O. Alme       | 0           | 0           | 0           | 0           | 0                 | 0                 | 0                 | 0                 | 0        | 0      | 0           | 0          |
| F. Aursnes    | 25          | 0           | 4           | 0           | 5                 | 1                 | 0                 | 0                 | 30       | 1      | 4           | 0          |
| R. Brandal    | 18          | 0           | 1           | 0           | 4                 | 0                 | 0                 | 0                 | 22       | 0      | 1           | 0          |
| H. Grimstad   | 0           | 0           | 0           | 0           | 0                 | 0                 | 0                 | 0                 | 0        | 0      | 0           | 0          |
| Ø. Grimstad   | 5           | 0           | 0           | 0           | 0                 | 0                 | 0                 | 0                 | 5        | 0      | 0           | 0          |
| V. Grodås     | 13          | 1           | 2           | 0           | 3                 | 0                 | 0                 | 0                 | 16       | 1      | 2           | 0          |
| M. Haanes     | 2           | 0           | 0           | 0           | 1                 | 0                 | 0                 | 0                 | 3        | 0      | 0           | 0          |
| P. Helland    | 26          | 10          | 5           | 0           | 7                 | 6                 | 0                 | 0                 | 33       | 16     | 5           | 0          |
| E. Heltne     | 11          | 0           | 0           | 0           | 2                 | 1                 | 0                 | 0                 | 13       | 1      | 0           | 0          |
| V. Heltne     | 21          | 4           | 2           | 0           | 5                 | 1                 | 1                 | 0                 | 26       | 5      | 3           | 0          |
| S. Nilsen     | 29          | 2           | 3           | 1           | 7                 | 0                 | 0                 | 0                 | 36       | 2      | 3           | 1          |
| R. Hjelmeseth | 1           | 0           | 0           | 0           | 0                 | 0                 | 0                 | 0                 | 1        | 0      | 0           | 0          |
| M. Karlsen    | 15          | 1           | 1           | 0           | 4                 | 2                 | 0                 | 0                 | 19       | 3      | 1           | 0          |
| T. Kleppe     | 9           | 2           | 1           | 0           | 3                 | 0                 | 0                 | 0                 | 12       | 2      | 1           | 0          |
| F. Klock      | 28          | 1           | 3           | 0           | 7                 | 1                 | 0                 | 0                 | 35       | 2      | 3           | 0          |
| E. Lala       | 15          | 2           | 2           | 0           | 4                 | 0                 | 0                 | 0                 | 19       | 2      | 2           | 0          |
| A. Latifu     | 29          | 1           | 3           | 0           | 7                 | 0                 | 1                 | 0                 | 36       | 1      | 4           | 0          |
| S. Moltu      | 27          | 1           | 3           | 0           | 6                 | 0                 | 0                 | 0                 | 33       | 1      | 3           | 0          |
| C. Mork       | 14          | 0           | 2           | 0           | 2                 | 1                 | 0                 | 0                 | 16       | 1      | 2           | 0          |
| Ø. Nyland     | 28          | 0           | 0           | 1           | 7                 | 0                 | 0                 | 0                 | 35       | 0      | 0           | 1          |
| A. Rekdal     | 9           | 2           | 0           | 0           | 3                 | 0                 | 0                 | 0                 | 12       | 2      | 0           | 0          |
| O. Ringstad   | 0           | 0           | 0           | 0           | 0                 | 0                 | 0                 | 0                 | 0        | 0      | 0           | 0          |
| E. Sandal     | 27          | 5           | 2           | 0           | 6                 | 2                 | 0                 | 0                 | 33       | 7      | 2           | 0          |
| K. Sellin     | 13          | 3           | 1           | 0           | 2                 | 2                 | 0                 | 0                 | 15       | 5      | 1           | 0          |
| P. Skeide     | 1           | 0           | 0           | 0           | 0                 | 0                 | 0                 | 0                 | 1        | 0      | 0           | 0          |
| E. Standal    | 26          | 7           | 2           | 0           | 6                 | 2                 | 1                 | 0                 | 32       | 9      | 3           | 0          |
| B. Torset     | 11          | 0           | 0           | 0           | 5                 | 0                 | 0                 | 0                 | 16       | 0      | 0           | 0          |
| J. Urke       | 3           | 0           | 0           | 0           | 0                 | 0                 | 0                 | 0                 | 3        | 0      | 0           | 0          |